# روبن داریو لارسا
روبن داریو لارسا (انگلیسی: Rubén Darío Larrosa؛ زادهٔ ۴ دسامبر ۱۹۷۹) بازیکن فوتبال اهل آرژانتین است.
از باشگاه‌هایی که در آن بازی کرده‌است می‌توان به باشگاه فوتبال والسال، باشگاه فوتبال پرسیب باندونگ، باشگاه فوتبال سرو، و باشگاه فوتبال بیرکیرکارا اشاره کرد.